# 李绍晨
李绍晨（1973年—），本名李绍臣，天津宝坻人，中国书画家，毕业于天津美术学院。现为中国书法家协会会员、中华诗词学会会员、西泠印社社员、天津印社副社长、天津市书法家协会理事、天津市书法家协会篆刻委员会秘书长、天津市宝坻区篆刻家协会主席、渠阳印社社长、宝坻书画院特聘创作研究员。